# Adriano Comneno
Adriano Comneno (em grego: Ἁδριανὸς Κομνηνός; romaniz.: Adrianòs Komnenós; em latim: Adrianus Comnenus) foi um aristocrata e general bizantino, e um irmão mais novo do imperador Aleixo I Comneno (r. 1081–1118). Elevado às posições de protosebasto e doméstico das escolas do Ocidente, participou nas campanhas contra os invasores normandos liderados por Roberto Guiscardo e Boemundo e nas investidas contra os pechenegues, tendo comandando um contingente franco na desastrosa batalha de Dristra.

## Biografia

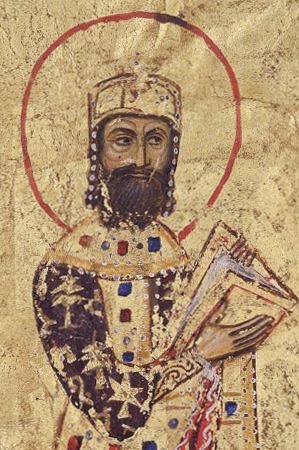
Iluminura de r.

Adriano Comneno foi o quarto e penúltimo filho do doméstico das escolas João Comneno, o jovem irmão do imperador Isaac I Comneno (r. 1057–1059) e Ana Dalassena.  De acordo com o historiador Nicéforo Briênio, após a morte de João, Ana confiou Adriano a seu irmão mais novo Nicéforo aos tutores, e deu a eles uma educação enciclopédica. Após a ascensão de Aleixo ao poder em 1081, Adriano foi elevado à nova dignidade de protosebasto e passou a receber os rendimentos da península de Cassandra inteira, na Calcídica. Foi também confiado com comandos militares nas campanhas de 1082–1083 contra os normandos de Roberto Guiscardo e Boemundo na Tessália. Em 1086, sucedeu Gregório Pacuriano como doméstico das escolas do Ocidente, e em 1087, lutou na batalha de Distra contra os pechenegues, comandando um contingente mercenário franco no centro bizantino. A batalha terminou em uma derrota desastrosa, e Adriano por pouco não foi capturado. Adriano é mencionado na A Alexíada como tendo participado em 1091 na campanha contra os pechenegues (junto com o protoestrator Miguel Ducas, ele supervisionou a construção de uma ponte sobre o rio Evros), mas não é registrado na decisiva batalha de Levúnio.
Pouco depois, Adriano teve um grande desentendimento com seu irmão mais velho, o sebastocrator Isaac: Isaac afirmou que Adriano era o responsável pelas acusações de conspiração contra o imperador que foram levantadas contra seu filho João, governador de Dirráquio. Em 1094, Adriano presidiu sobre o tribunal que julgou Nicéforo Diógenes, o filho do imperador Romano IV Diógenes (r. 1068–1071), que tinha tentado assassinar o imperador. No mesmo ano, é registrado como tendo participado no sínodo que condenou Leão da Calcedônia. A data de sua morte é disputada: a data comumente aceita decorre de um manuscrito que registra-o se retirando para um mosteiro sob o nome monástico João, e morrendo em 16 de abril de 1105. Basil Skoulatos, contudo, duvida desta informação, uma vez que o nome de Adriano está ausente da lista de mortos do tipicon Cecharitomeno (escrito ca. 1118), mas está presente no tipicon Pantocrator de 1136. Assim, Skoulatos coloca a morte de Adriano em algum momento entre 1118 e 1136.

### Família
Adriano casou-se com a porfirogênita Zoé Ducena, a terceira filha do imperador Constantino X Ducas (r. 1059–1067) e Eudócia Macrembolitissa. Alguns estudiosos, incluindo Paul Magdalino, Jean-Claude Cheynet, e Konstantinos Varzos, identificam Adriano e Zoé com um João Comneno e uma Ana "dos Ducas" (o último sendo supostamente o nome monástico de Zoé) que são mencionados em inscrições tumulares na Igreja de Pamacaristo, em Constantinopla, como os fundadores da igreja, junto com seus descendentes. Se esta identificação está correta, então os filhos de Adriano foram:
- Eudócia Comnena, casada com Aleixo Tarcaniota
- Andrônico Comneno, casado com Eudócia Ducena
- Aleixo Comneno, um sebasto. Foi noive de Irene Axuchina e casou-se com Irene Sinadena:
  - Ana Comnena, casada com Aleixo Paleólogo (n. ca. 1100)
    - Jorge Paleólogo (1125-1267), casado com a princesa Aspas da Ossétia (filha do rei Davi IV da Ossétia)
      - Irene Paleólogo, casada com o imperador bizantino Isaac II Ângelo (r. 1185–1195; 1203–1204)
- Adriano Comneno, um monge